# Charles Devos
Pour les articles homonymes, voir Devos.
Charles-Henri Devos, né à Lille le 15 février 1864 et mort à Garches  le 28 juin 1931, est un administrateur de société et homme politique français.
Administrateur de La Libre Parole d’Édouard Drumont entre 1895 et 1916, il a été maire de Garches de 1925 à 1931.

## Biographie
Fils d'un surveillant de filature lillois, Charles Devos gagne tout d'abord sa vie comme commis de quincaillerie dans la préfecture du Nord. Il exerce la profession de comptable en 1890, année de son mariage avec la fille d'un employé de commerce, Célina-Eugénie Coullon (1860-1951).
En recherche d'un autre emploi, c'est grâce à sa tante, Marie Alliot (ou Alliaud), gouvernante d'Édouard Drumont à Paris, que Charles entre au service du célèbre polémiste antisémite. Drumont, qui vient alors de fonder La Libre Parole, emploie dès 1892 le jeune homme  à l'administration du journal, où il exerce la fonction de comptable des abonnements.
Secrétaire particulier, et homme de confiance de Drumont, qui le présente à ses lecteurs comme « un antisémite de la première heure », Devos est bientôt choisi par celui-ci pour succéder à Gaston Wiallard à la tête de l'administration de La Libre Parole. Le 26 janvier 1895, Devos est ainsi nommé gérant de la société du journal, dont la raison sociale devient « C. Devos et Cie ». Par la suite, il devient également le directeur de la Librairie antisémite, installée tout d'abord dans les bureaux de La Libre Parole, au no 14 du boulevard Montmartre, puis dans un local de la rue Vivienne.

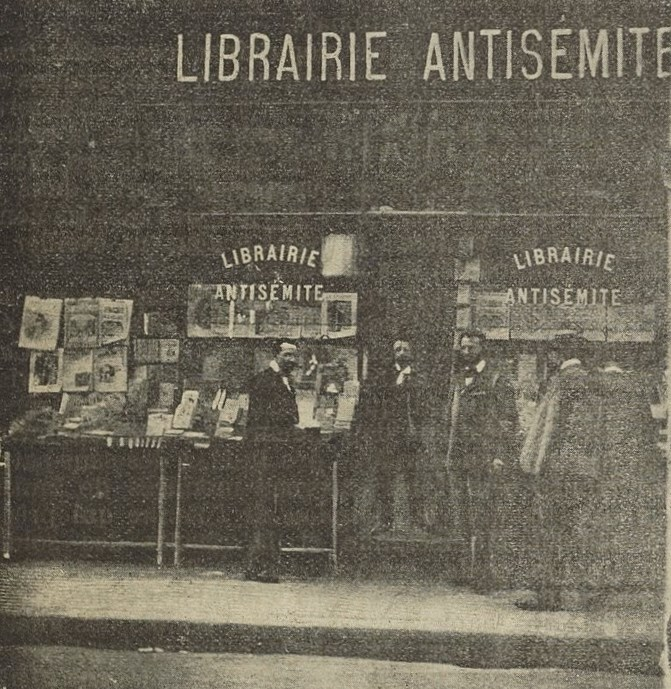
Librairie antisémite de Charles Devos, au no 45 de la rue Vivienne (cliché publié en 1901).

À partir de 1899, Devos utilise l'intermédiaire du pharmacien Malavant pour commercialiser le « Traitement du Chartreux », un remède de charlatan qui bénéficie de la caution mensongère d'un « Dom Marie » fictif.
En 1901, Devos devient le trésorier du Comité national antijuif et conserve cette fonction quand le comité, présidé par Drumont, se transforme en Fédération nationale antijuive deux ans plus tard.
Selon le dreyfusard Jacques Prolo et l'antidreyfusard Jules Guérin, meneur antisémite devenu le concurrent et l'ennemi de Drumont, « l'intendant » Devos aurait été le complice du directeur de La Libre Parole dans de nombreuses affaires douteuses telles que des détournements de souscriptions ou des extorsions de financements par chantage. Plus récemment, l'historien Bertrand Joly a qualifié Devos d'« administrateur suspect » et l'a classé, aux côtés de Guérin, parmi les « fripouilles » du nationalisme antidreyfusard.
En 1907, Charles Devos divorce de son épouse, à laquelle il avait caché une grande partie de ses procédés et revenus. Selon Guérin, Devos aurait prévu dès 1905 de se remarier avec la fille d'Émile Arton, homme d'affaires connu pour son rôle de corrupteur dans le scandale du Panama. Avant 1905, Mlle Arton se rendait en effet quelquefois aux bureaux de La Libre Parole, où son père, pourtant d'origine juive, donnait des conseils financiers à Drumont.
Devos quitte finalement La Libre Parole peu de temps après Drumont (qui s'est retiré en 1916), n'ayant pas réussi à s'entendre avec le nouveau directeur du journal, Joseph Denais. Il prend ainsi la direction d'une agence de publicité en 1917.
Élu au conseil municipal de Garches en 1919, Charles Devos est adjoint au maire pendant six ans avant d'être élu maire en 1925. En 1929, ses 36 années de collaboration dans la presse et de fonctions électives lui valent d'être décoré de la Légion d'honneur. Politiquement, il appartient à l'Union républicaine de Seine-et-Oise, une structure locale de droite proche de la Fédération républicaine.
Le décès de Charles Devos est annoncé dans la presse le 28 juin 1931 et son inhumation a lieu à Garches le surlendemain. Peu de temps après, son nom est attribué à une place de la commune. Le nom d'un militant antisémite, le marquis de Morès, est pareillement attribué à une rue et à une allée de Garches. En 2022, ces trois voies seront rebaptisées en hommage à trois femmes républicaines : Simone Veil, Marie Curie et Lucie Aubrac.